# Tlingit-Rüstung
Eine Tlingit-Rüstung, auch (Inuktitut oder Inuinnaqtun) Kwakwaka'wakw, ist eine Schutzwaffe aus Alaska.

## Beschreibung

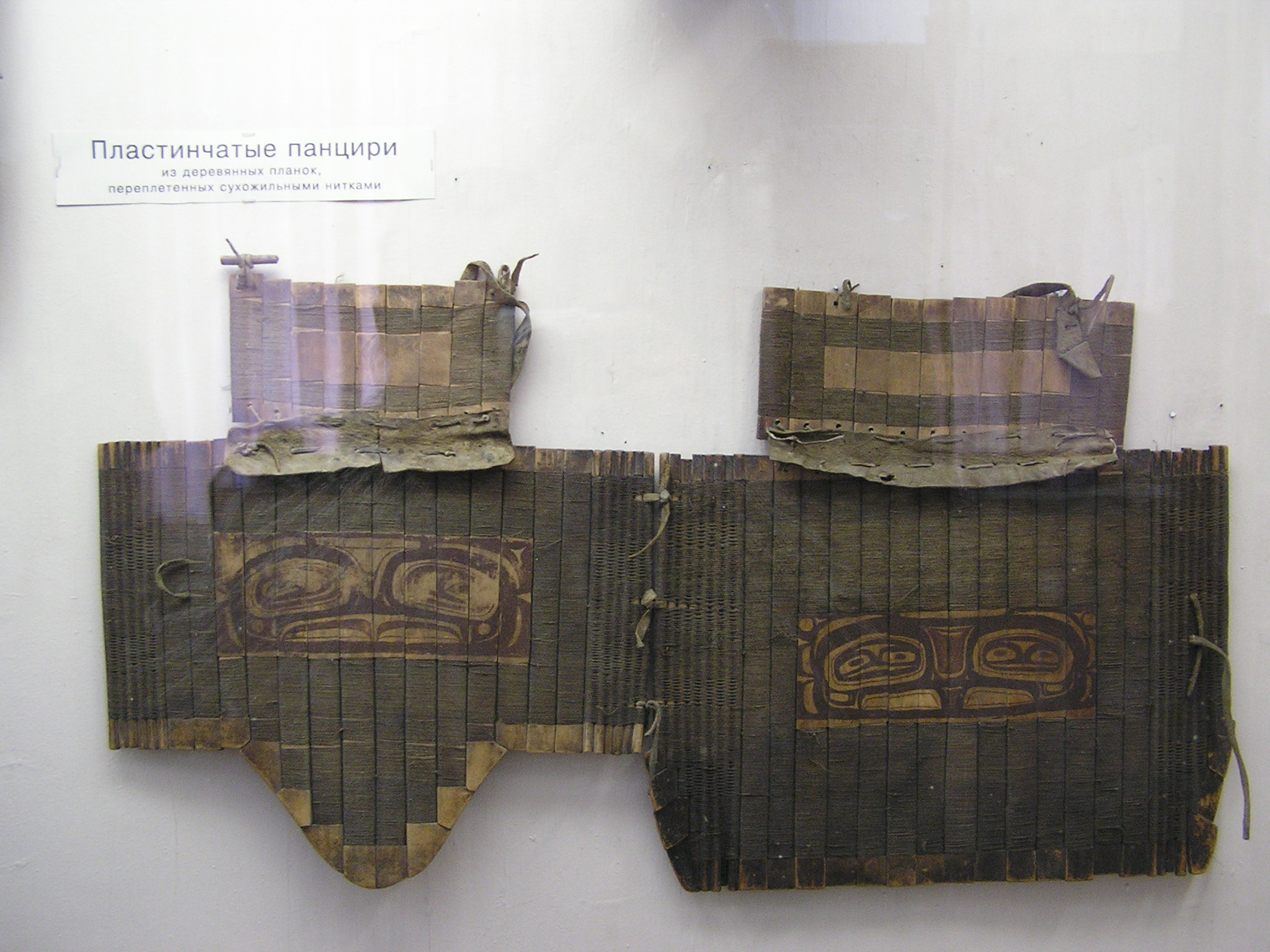
Tlingit-Rüstung

Eine Tlingit-Rüstung besteht in der Regel aus Knochen oder Holz. Die Knochen von Walen oder Walrossen werden in längliche, rechteckige Streifen gesägt und glatt bearbeitet und diese Einzelteile dann miteinander verbunden. Sie werden in mehreren Schichten aufeinandergefügt und bilden somit einen Brustpanzer, der mit Trägern auf den Schultern gehalten wird. Diese Konstruktion ist in sich flexibel und wird am Rücken zusammengebunden. Manche Versionen werden zusätzlich mit dünnem Robbenleder überzogen und bilden somit eine Art Brigantine. Die Rüstung ist im Gegensatz zu Metallrüstungen verhältnismäßig leicht und kann aus Materialien hergestellt werden, die für die Inuit und Tlingit jederzeit verfügbar sind.